# José Luis Acciari
José Luis Acciari (San Miguel, Argentina, 29 de noviembre de 1978), conocido futbolísticamente como Acciari es un exfutbolista y entrenador argentino. Actualmente dirige al Unionistas de Salamanca de la Primera División RFEF.

## Trayectoria deportiva

### Como jugador

#### Inicios en Argentina
Comenzó su carrera futbolística en su tierra, en el Club Atlético San Miguel, que en la temporada 1998-1999 jugaba en la Primera B Nacional argentina. A pesar del mal inicio del equipo (6 derrotas, 4 empates y una jornada de descanso en las once primeras jornadas) el equipo consiguió mantener la categoría. 
La temporada siguiente se mudó a Banfield, donde tuvo una buena temporada en la que marcó dos goles, uno de penal a Almagro que terminó en un 1-1 y el otro a Platense, dónde su equipo se impuso con un firme 3-0. Con Banfield llegó a jugar la segunda ronda de los playoffs de ascenso a Primera División, dónde su equipo sucumbió ante el Club Atlético Los Andes, teníéndose que suspender el encuentro en el minuto 89 debido a incidentes entre las hinchadas.
Su papel en el centro del campo le sirvió de trampolín para fichar por un club de Primera División, Estudiantes de la Plata, donde estuvo la temporada 2000-2001 y jugó 6 partidos. La temporada siguiente volvió a San Miguel, solo para ser cedido a Almagro.

#### Periodo murcianista
En el mercado invernal dio un gran paso en su carrera al fichar por el Real Murcia. Debutó en la Segunda División en el partido que jugó su equipo en Soria ante el Numancia, que perdió por 1-0. Poco a poco se fue aclimatando al fútbol español y marcó el primero de los 3 goles al Real Jaén que confirmaban la permanencia de los granas en la categoría en la última jornada de competición.

##### Fichaje frustrado por el Deportivo de la Coruña
El Deportivo de la Coruña estuvo a punto de fichar al centrocampista argentino en verano de 2004. La versión oficial dada por el club de La Coruña afirma que tenía un acuerdo definitivo con el jugador y con el Real Murcia, enviando a la Liga antes de medianoche el contrato del jugador y su ficha federativa por fax, pero el conjunto murcianista no pudo hacerse finalmente con los servicios de Luis Helguera, quien iba a ser sustituto de Acciari, por lo que no envió los documentos que validaban la operación y el fichaje se quedó en nada.

##### Los dos ascensos a Primera División
Con la llegada del técnico murcianista David Vidal, el argentino se convirtió en una pieza clave del engranaje que consiguió el ascenso a Primera División la temporada siguiente, en la que disputó un total de 38 partidos y marcó 4 goles. Por desgracia la alegría no duraría mucho, ya que su equipo no tuvo una buena campaña en la máxima categoría y no pudo conseguir la permanencia. En la temporada 2002-2003 fue el jugador del equipo que más minutos disputó, un total de 3.354 en 39 partidos como titular, en los que marcó 4 goles, siendo su gol más deciviso el tanto que consiguió en un remate de cabeza tras un saque de falta frente al Levante Unión Deportiva, estableciendo el 1 - 0 en el marcador y logrando el ascenso de forma matemática.
En la temporada 2005-2006 no pudo estar en los últimos partidos de su equipo debido a una rotura del ligamento cruzado anterior de la rodilla izquierda, producida en el derbi local que le enfrentaba al Ciudad de Murcia. Los médicos dijeron que estaría 6 meses de baja, perdiéndose también el principio de la temporada siguiente. La recuperación no le permitió ser partícipe del ascenso de su equipo a Primera División durante dicha temporada, aunque jugó de manera simbólica los últimos minutos del partido frente a la Ponferradina donde se logró el ascenso matemático.
El miércoles 11 de julio de 2007 el jugador es cedido por una temporada al recién ascendido a segunda división Córdoba Club de Fútbol.
Tras mantener la categoría con apuros, el jugador argentino rescinde su contrato con el Real Murcia y ficha por el Elche CF por dos temporadas.
En la temporada 2010-2011 estuvieron a punto de ascender a Primera División, pero se quedaron a las puertas clasificándose para los play-offs y llegando a la final de esta y perderla.
Justo a pocas horas de acabar el mercado de invierno de la temporada 2011/12, abandona el Elche CF para fichar por el Girona FC.
El Real Murcia anuncia la llegada de Acciari para la temporada 2012-2013, por lo que el jugador argentino vuelve al club donde cosechó sus mayores éxitos deportivos.
El 20 de julio de 2015 comunica su retiro del fútbol.

### Como entrenador

#### El comienzo
Al retirarse comenzó a entrenar al Real Murcia Imperial, filial de su último club.
En mayo de 2016, el consejo de administración del Real Murcia decide prescindir del técnico leonés José Manuel Aira por los malos resultados y ha nombrado a Acciari nuevo entrenador hasta el final de temporada.
Para la temporada 2016/17 vuelve a entrenar al Real Murcia Imperial.
En la temporada 2017/18 asciende con el Elche CF a Segunda División como segundo entrenador. En la temporada 2018/19 es segundo entrenador Elche CF en Segunda División.
En junio de 2019, firma como entrenador del Club Deportivo Guadalajara de la Tercera División.
El 17 de mayo de 2021, firma como entrenador del Racing Murcia Fútbol Club de la Tercera División de España, para dirigir en las eliminatorias por el play-off de ascenso, tras la marcha de Esteban Becker. En la temporada 2021-22, continuaría al frente del banquillo del Racing Murcia Fútbol Club con el que disputaría los play-offs de ascenso a la Segunda División RFEF.
El 24 de enero de 2023, firma como entrenador del Club de Fútbol Lorca Deportiva de la Tercera Federación. Tras llegar a jugar los play-offs de ascenso a Segunda Federación, el 4 de junio de 2023 se confirma que no continuaría al frente del conjunto lorquino.
El 20 de septiembre de 2023, firma como entrenador del PFC Beroe Stara Zagora de la Primera Liga de Bulgaria, al que dirige hasta el 30 de septiembre de 2024.
El 11 de abril de 2025, firma como entrenador del Unionistas de Salamanca de la Primera División RFEF.

## Clubes

### Como jugador
| Club                     | País      | Temporada |
| ------------------------ | --------- | --------- |
| Club Atlético San Miguel | Argentina | 1996-1999 |
| Banfield                 | Argentina | 1999-2000 |
| Estudiantes              | Argentina | 2000-2001 |
| Club Almagro             | Argentina | 2001-2002 |
| Real Murcia              | España    | 2001-2002 |
| Real Murcia              | España    | 2002-2003 |
| Real Murcia              | España    | 2003-2004 |
| Real Murcia              | España    | 2004-2005 |
| Real Murcia              | España    | 2005-2006 |
| Real Murcia              | España    | 2006-2007 |
| Córdoba CF               | España    | 2007-2008 |
| Elche CF                 | España    | 2008-2009 |
| Elche CF                 | España    | 2009-2010 |
| Elche CF                 | España    | 2010-2011 |
| Elche CF                 | España    | 2011-2012 |
| Girona FC                | España    | 2011-2012 |
| Real Murcia              | España    | 2012-2013 |
| Real Murcia              | España    | 2013-2014 |
| Real Murcia              | España    | 2014-2015 |

### Como entrenador
| Club                                      | País     | Temporada |
| ----------------------------------------- | -------- | --------- |
| Real Murcia Imperial                      | España   | 2015-2016 |
| Real Murcia                               | España   | 2016      |
| Real Murcia Imperial                      | España   | 2016-2017 |
| Elche Ilicitano                           | España   | 2017      |
| Elche Club de Fútbol                      | España   | 2017      |
| Elche Ilicitano                           | España   | 2017-2018 |
| Elche Club de Fútbol (Segundo Entrenador) | España   | 2018-2019 |
| Club Deportivo Guadalajara                | España   | 2019-2020 |
| Racing Murcia Fútbol Club                 | España   | 2021-2022 |
| Club de Fútbol Lorca Deportiva            | España   | 2023      |
| PFC Beroe Stara Zagora                    | Bulgaria | 2023-2024 |
| Unionistas de Salamanca                   | España   | 2025      |

## Estadísticas como entrenador
| Temporada | Club                 | Categoría | Partidos      | Victorias     | Empates       | Derrotas      |
| --------- | -------------------- | --------- | ------------- | ------------- | ------------- | ------------- |
| 2023/24   | Beroe                | 1ª Div.   | En desarrollo | En desarrollo | En desarrollo | En desarrollo |
| 2022/23   | Lorca Deportiva      | 3ª Fed.   | 17            | 10 (58,8%)    | 3 (17,6%)     | 4 (23,5%)     |
| 2021/22   | Racing Murcia        | 3ª Fed.   | 36            | 16 (44,4%)    | 12 (33,3%)    | 8 (22,2%)     |
| 2019/20   | CD Guadalajara       | 3ª Div.   | 29            | 15 (51,7%)    | 7 (24,1%)     | 7 (24,1%)     |
| 2017/18   | Elche Ilicitano      | 3ª Div.   | 40            | 9 (22,2%)     | 15 (37,5%)    | 16 (40%)      |
| 2016/17   | Real Murcia Imperial | 3ª Div.   | 38            | 15 (39,4%)    | 14 (36,8%)    | 9 (23,6%)     |
| 2015/16   | Real Murcia          | 2ª B      | 3             | 1 (33,3%)     | 1 (33,3%)     | 1 (33,3%)     |

## Palmarés

### Como jugador

#### Campeonatos nacionales
| Título           | Club           | País   | Año  |
| ---------------- | -------------- | ------ | ---- |
| Segunda División | Real Murcia CF | España | 2003 |